# 2021 en combiné nordique
| Années du combiné nordique : 2018 - 2019 - 2020 - 2021 - 2022 - 2023 - 2024    |
| Décennies du combiné nordique : 1990 - 2000 - 2010 - 2020 - 2030 - 2040 - 2050 |

Cette page reprend les résultats des différentes compétitions de combiné nordique de l'année 2021.

## Résultats

### Championnats du monde
Les 53e Championnats du monde de ski nordique se déroulent en février à Oberstdorf, en Allemagne, du 22 février au 7 mars.

#### Femmes
Pour la première fois, un Championnat du monde féminin est organisé. Il est remporté par la Norvégienne Gyda Westvold Hansen devant ses compatriotes Mari et Marte Leinan Lund.

#### Hommes
L'Autrichien Johannes Lamparter, fraîchement devenu champion du monde juniors, remporte l'épreuve sur grand tremplin, devenant ainsi le deuxième Champion du monde individuel autrichien après Bernhard Gruber, en 2015. Il devance le Norvégien Jarl Magnus Riiber et le Japonais Akito Watabe.
Le sprint par équipes est remporté par l'équipe d'Autriche, composée de Johannes Lamparter et Lukas Greiderer. Ils devancent une équipe norvégienne (Espen Andersen et Jarl Magnus Riiber) et une équipe allemande (Fabian Rießle et Eric Frenzel).
L'épreuve sur tremplin normal est remportée par le Norvégien Jarl Magnus Riiber devant le Finlandais Ilkka Herola et le Norvégien Jens Lurås Oftebro.
Enfin, l'épreuve par équipes voit la victoire de l'équipe de Norvège, composée par Espen Bjørnstad, Jørgen Graabak, Jens Lurås Oftebro & Jarl Magnus Riiber. Elle devance l'équipe d'Allemagne (Terence Weber, Fabian Rießle, Eric Frenzel & Vinzenz Geiger) tandis que l'équipe d'Autriche (Johannes Lamparter, Lukas Klapfer, Mario Seidl & Lukas Greiderer) complète le podium.

### Coupe du monde
- La toute première Coupe du monde féminine est remportée par l'Américaine Tara Geraghty-Moats.
- La 37e Coupe du monde masculine est remportée par le Norvégien Jarl Magnus Riiber.

### Grand Prix d'été
- Le Grand Prix d'été féminin est remporté par la Norvégienne Gyda Westvold Hansen.
- La compétition masculine voit la victoire du Finlandais Ilkka Herola.

### Championnats du monde juniors
Le Championnat du monde juniors se déroule à Lahti, en Finlande, du 9 au 12 février.

#### Femmes
Le gundersen sur 5 km est remporté par la Norvégienne Gyda Westvold Hansen devant sa compatriote Marte Leinan Lund. L'Autrichienne Lisa Hirner complète le podium.

#### Hommes
L'Autrichien Johannes Lamparter remporte le gundersen de 10 km devant le Français Mattéo Baud. L'Autrichien Stefan Rettenegger est troisième.

#### Épreuve mixte par équipes
L'équipe de Norvège, composée de Aidar Johan Strom, Marte Leinan Lund, Gyda Westvold Hansen et Andreas Skoglund, s'impose dans ce relais. Elle devance de quatre secondes l'équipe d'Autriche (Manuel Einkemmer (de), Lisa Hirner, Sigrun Kleinrath & Stefan Rettenegger) tandis que l'équipe d'Italie (Jacopo Bortolas, Annika Sieff, Daniela Dejori & Domenico Mariotti) se classe troisième, juste devant l'équipe d'Allemagne.

### Coupe continentale
- La Coupe continentale féminine est remportée par l'Autrichienne Sigrun Kleinrath, qui remporte également la Coupe OPA, ce qui n'était jamais arrivé auparavant.
- La Coupe continentale masculine est remportée par le Norvégien Simen Tiller.

### Coupe OPA
- La Coupe OPA féminine est remportée par l'Autrichienne Sigrun Kleinrath, qui remporte également la Coupe continentale, ce qui n'était jamais arrivé auparavant.
- La Coupe OPA masculine est remportée par l'Autrichien Florian Kolb.

## Calendrier

### Janvier
- Les 2 et 3, les épreuves prévues à Otepää (Estonie) sont annulées en raison de la pandémie du Covid-19.
- Le 15 :
  - à Val di Fiemme (Italie), la première épreuve de Coupe du monde de l'année voit la victoire du Norvégien Jarl Magnus Riiber, actuel leader au classement général de la compétition. Il a mené l'épreuve de bout en bout. Il devance le Finlandais Ilkka Herola et l'Allemand Vinzenz Geiger.
  - à Klingenthal (Allemagne), le Norvégien Simen Tiller remporte le gundersen individuel comptant pour la Coupe continentale. Il s'impose devant son compatriote Espen Andersen. L'Autrichien Philipp Orter complète le podium.

- Le 16 :
  - la deuxième épreuve de Coupe du monde de l'étape de Val di Fiemme, un sprint par équipes, est remporté (au sprint !) par la première équipe d'Allemagne, composée de Eric Frenzel et Fabian Rießle, devant la première équipe d'Autriche (Johannes Lamparter & Lukas Greiderer). La première équipe de Finlande (Ilkka Herola & Eero Hirvonen) remporte le sprint pour la troisième place.
  - toujours à Klingenthal, en Coupe continentale, l'Autrichien Manuel Einkemmer (de) remporte la course devant le vainqueur de la veille, le Norvégien Simen Tiller. Et comme la veille, l'Autrichien Philipp Orter complète le podium.

- Le 17 :
  - la troisième et dernière épreuve de Coupe du monde de l'étape de Val di Fiemme est très disputée : un groupe de 18 coureurs s'est maintenu en tête jusqu'à la fin du dernier tour. Fin tacticien, le Norvégien Jarl Magnus Riiber, leader du classement général, s'impose au sprint devant le champion allemand Eric Frenzel, vainqueur du sprint par équipes de la veille. Un autre Allemand, Vinzenz Geiger, retrouve la troisième place du podium qu'il occupait l'avant-veille.
  - à Klingenthal, en Coupe continentale, le Norvégien Simen Tiller s'impose devant son compatriote Espen Andersen. Le leader du classement général, l'Allemand Jakob Lange, est troisième.

- Le 22, à Eisenerz, en Coupe continentale :
  - la première épreuve féminine a lieu (les épreuves de Park City, prévues le mois précédent, avaient été annulées). La course, un gundersen individuel, est remportée par la Norvégienne Gyda Westvold Hansen devant les Japonaises Anju Nakamura, deuxième, et Ayane Miyazaki, troisième.
  - l'épreuve masculine est remportée par l'Autrichien Stefan Rettenegger. Il s'impose devant les Norvégiens Espen Andersen, deuxième, et Simen Tiller, troisième. L'Allemand Jakob Lange conserve la tête du classement général.

- Le 23 :
  - à Lahti (Finlande), le sprint par équipe de la Coupe du monde est remporté par la première équipe de Norvège, composée de Jørgen Graabak et Jarl Magnus Riiber. La première équipe d'Allemagne (Fabian Riessle & Vinzenz Geiger) prend la deuxième place et la première équipe du Japon (Ryota Yamamoto & Akito Watabe) complète le podium.
  - toujours à Eisenerz, en Coupe continentale :
    - la Norvégienne Gyda Westvold Hansen remporte l'épreuve féminine devant la Japonaise Anju Nakamura. L'Autrichienne Lisa Hirner est troisième.
    - le Norvégien Espen Andersen s'impose dans l'épreuve masculine. Il devance les Autrichiens Stefan Rettenegger, deuxième, et Philipp Orter, troisième.

- Le 24 :
  - toujours à Lahti, l'épreuve de Coupe du monde voit la victoire du Japonais Akito Watabe devant le leader de la compétition, le Norvégien Jarl Magnus Riiber. Le Japonais Ryota Yamamoto complète le podium.
  - toujours à Eisenerz, se déroulent les dernières courses de cette étape de Coupe continentale :
    - la Norvégienne Gyda Westvold Hansen décroche la victoire devant l'Autrichienne Lisa Hirner. La Norvégienne Mari Leinan Lund est troisième.
    - le Norvégien Leif Torbjørn Næsvold (en) remporte la victoire de l'épreuve masculine devant son compatriote Simen Tiller, qui endosse à l'occasion le maillot de leader du classement général, jusque-là porté par l'Allemand Jakob Lange. L'Autrichien Philipp Orter est troisième.

- Le 29, à Seefeld (Autriche), débutent les Trois Jours du combiné nordique, point d'orgue de la Coupe du monde aux règles particulières. La première épreuve, disputée sur 5 km, voit la victoire du leader de la Coupe du monde, le Norvégien Jarl Magnus Riiber. Il s'impose devant le Japonais  Akito Watabe tandis que l'Allemand Vinzenz Geiger complète le podium.

- Le 30, toujours à Seefeld, le deuxième des Trois Jours voit s'imposer le vainqueur de la veille, le Norvégien Jarl Magnus Riiber, devant son dauphin de la veille, le Japonais  Akito Watabe. Le Finlandais Ilkka Herola, fondeur exceptionnel, complète le podium.

- Le 31, se terminent à Seefeld les Trois Jours du combiné nordique. Vainqueur des deux courses précédentes, le Norvégien Jarl Magnus Riiber remporte à nouveau la victoire et donc le classement général de cette compétition. Le Finlandais Ilkka Herola, troisième la veille, est cette fois-ci deuxième. Le Japonais  Akito Watabe est troisième.

### Février
- le 6 :
  - à Klingenthal (Allemagne) se déroule une course masculine comptant pour la Coupe du monde. En l'absence du leader de la compétition, qui a privilégié l'entraînement en prévision des Championnats du monde, elle fait l'objet d'un triplé allemand : Vinzenz Geiger remporte l'épreuve, devant ses compatriotes Fabian Riessle, deuxième, et Eric Frenzel, troisième.
  - à Lahti (Finlande) se déroule une épreuve masculine de la Coupe continentale. Elle est remportée par le Norvégien Andreas Skoglund. Son compatriote Lars Buraas (de) est deuxième et le Finlandais Wille Karhumaa complète le podium.
- Le 7 :
  - toujours à Klingenthal, l'épreuve de Coupe du monde est remportée, comme la veille, par l'Allemand Vinzenz Geiger. Le deuxième de la course est un ancien vainqueur du globe de cristal, le Japonais  Akito Watabe. L'Autrichien Lukas Greiderer complète le podium.
  - toujours à Lahti, l'épreuve masculine de Coupe continentale voit la victoire du Norvégien Lars Buraas (de), qui s'était classé deuxième la veille. Il devance son compatriote Kasper Moen Flatla (en) tandis que l'Américain Jared Shumate (it) complète le podium.
- Le 10 se déroule à Lahti (Finlande) la première épreuve des Championnats du monde juniors : le championnat féminin. Il est remporté par la Norvégienne Gyda Westvold Hansen qui s'impose largement devant sa compatriote Marte Leinan Lund. L'Autrichienne Lisa Hirner décroche le bronze.
- Le 11, toujours à Lahti, se déroule la course masculine des Championnats du monde juniors. Elle est remportée par l'Autrichien Johannes Lamparter. Il devance le Français Mattéo Baud, médaillé d'argent, et l'Autrichien Stefan Rettenegger, médaillé de bronze.
- Le 12 :
  - à Lahti, les Championnats du monde juniors se terminent. L'épreuve du jour est un relais mixte. Il est remporté par l'équipe de Norvège, composée de Aidar Johan Strom, Marte Leinan Lund, Gyda Westvold Hansen et Andreas Skoglund. Elle devance l'équipe d'Autriche (Manuel Einkemmer (de), Lisa Hirner, Sigrun Kleinrath et Stefan Rettenegger). L'équipe d'Italie (Iacopo Bortolas (de), Annika Sieff, Daniela Dejori et Domenico Mariotti) se classe troisième de l'épreuve.
  - à  Rena (Norvège), les épreuves féminines et masculines de la Coupe continentale sont annulées en raison de la pandémie du Covid-19.
- Les 13 et 14 :
  - à Lillehammer, les épreuves féminines de la Coupe du monde, initialement prévues en décembre 2020, et décalées à ces dates, ne peuvent se tenir en raison de la pandémie du Covid-19 : la première Coupe du monde féminine se résume donc à la seule course d'ouverture. Sa vainqueure, l'Américaine Tara Geraghty-Moats, remporte le premier globe de cristal jamais décerné à une combinée.
  - au Centre de ski nordique et de biathlon de Guyangshu, en Chine, les épreuves masculines de la Coupe du monde, prévues sur le site des Jeux olympiques de 2022, sont annulées en raison de la pandémie du Covid-19.
  - toujours à Rena (Norvège), les épreuves féminines et masculines de la Coupe continentale sont annulées en raison de la pandémie du Covid-19.
- Le 20, à Ramsau am Dachstein (Autriche), une épreuve de la Coupe OPA est remportée par l'Autrichien Florian Kolb. Le Français Marco Heinis est deuxième tandis que l'Autrichien Fabian Hafner complète le podium.
- Le 21, toujours à Ramsau am Dachstein, une course de la Coupe OPA est remportée par le Français Marco Heinis, devant le vainqueur de la veille, l'Autrichien Florian Kolb. L'Italien Iacopo Bortolas (de) est troisième.
- Le 26, à Oberstdorf (Allemagne), se déroule la première course des Championnats du monde. Il s'agit d'un gundersen individuel sur tremplin normal (HS 106 / 10 km). La course est remportée par le leader de la Coupe du monde, le Norvégien Jarl Magnus Riiber. Le Finlandais Ilkka Herola décroche la médaille d'argent tandis que le jeune Norvégien Jens Lurås Oftebro remporte la médaille de bronze.
- Le 27, toujours à Oberstdorf, a lieu le tout premier Championnat du mondeféminin de l'histoire du combiné. Il est remporté par la Norvégienne Gyda Westvold Hansen, toute récente Championne du monde juniors. Ses compatriotes Mari et Marte Leinan Lund sont respectivement deuxième et troisième.
- Le 28, toujours à Oberstdorf, se déroule le relais des Championnats du monde. Il est remporté par l'équipe de Norvège, composée de Espen Bjørnstad, Jørgen Graabak, Jens Lurås Oftebro et Jarl Magnus Riiber. L'équipe d'Allemagne (Terence Weber, Fabian Rießle, Eric Frenzel & Vinzenz Geiger) remporte l'argent tandis que l'équipe d'Autriche (Johannes Lamparter, Lukas Klapfer, Mario Seidl & Lukas Greiderer) complète le podium.

### Mars
- Le 4, à Oberstdorf (Allemagne), les Championnats du monde continuent avec l'épreuve sur grand tremplin. Elle est remportée par le récent champion du monde juniors, l'Autrichien Johannes Lamparter. Il devance le Norvégien Jarl Magnus Riiber et le Japonais Akito Watabe.
- Le 6, toujours à Oberstdorf, le sprint par équipes conclut les Championnats du monde. Il est remporté par l'équipe d'Autriche, composée de Johannes Lamparter et Lukas Greiderer. Ils devancent une équipe norvégienne (Espen Andersen et Jarl Magnus Riiber) et une équipe allemande (Fabian Rießle et Eric Frenzel).
- Le 12, à Nijni Taguil (Russie), commencent les trois jours de course concluant la Coupe continentale.
  - L'épreuve féminine est remportée par l'Américaine Tara Geraghty-Moats, qui devance l'Autrichienne Sigrun Kleinrath et l'Allemande Maria Gerboth. La Norvégienne Gyda Westvold Hansen conserve la tête du classement général de la compétition.
  - L'épreuve masculine est remportée par l'Allemand Terence Weber, qui devance les Norvégiens Lars Ivar Skårset (en) et Simen Tiller, qui est leader de la compétition.
- Le 13 :
  - toujours à Nijni Taguil, se déroulent les avant-dernières épreuves de la Coupe continentale.
    - l'épreuve féminine, une mass-start, est remportée comme la veille par l'Américaine Tara Geraghty-Moats. Elle davance la Russe Stefaniya Nadymova et l'Allemande Maria Gerboth, déjà troisième la veille.
    - la course masculine, une mass-start également, voit aussi sur le podium le vainqueur de la veille : l'Allemand Terence Weber s'impose devant son dauphin de la veille, le Norvégien Lars Ivar Skårset (en). L'Allemand David Mach est troisième.

  - à Prémanon (France), se déroulent des épreuves de la Coupe OPA :
    - l'épreuve féminine voit la victoire de l'Italienne Annika Sieff devant les Autrichiennes Magdalena Burger et Laura Pletz.
    - l'épreuve masculine est remportée par l'Autrichien Stefan Rettenegger. Il devance les Français Mattéo Baud et Marco Heinis.

  - à Oslo (Norvège), les épreuves de Coupe du monde sont annulées en raison de la pandémie du Covid-19.
- Le 14 :
  - toujours à Nijni Taguil, se déroulent les avant-dernières épreuves de la Coupe continentale.
    - l'épreuve féminine voit l'Américaine Tara Geraghty-Moats remporter sa troisième course en trois jours. Mais les Autrichiennes Sigrun Kleinrath et Annalena Slamik prennent place sur le podium et Sigrun Kleinrath remporte le classement général de la compétition.
    - l'épreuve masculine voit également Terence Weber remporter sa troisième victoire en trois jours. Le Norvégien Simen Tiller est deuxième, devant l'Allemand Julian Schmid. Simen Tiller remporte le classement général masculin de la Coupe continentale.

  - toujours à Prémanon se déroulent des épreuves de la Coupe OPA :
    - l'épreuve féminine voit la victoire de l'Italienne Annika Sieff devant la Slovène Ema Volavšek (de) et l'Autrichienne Laura Pletz. Absente ce jour-là, fort occupée qu'elle était à remporter également le classement général de la Coupe continentale, l'Autrichienne Sigrun Kleinrath remporte le classement général de la compétition.
    - l'épreuve masculine est remportée comme la veille par l'Autrichien Stefan Rettenegger. Il s'impose devant l'Allemand Simon Mach (de) et l'Autrichien Sebastian Brandner. L'Autrichien Florian Kolb remporte la Coupe OPA.

  - toujours à Oslo, les épreuves de Coupe du monde sont, comme la veille, annulées en raison de la pandémie du Covid-19.
- Le 20, les finales de la Coupe du monde, initialement prévues à Schonach, sont déplacées à Klingenthal (Allemagne) en raison du manque d’enneigement. L'avant-dernière épreuve de la Coupe du monde est remportée au sprint par le Norvégien Jarl Magnus Riiber devant le Japonais Akito Watabe. Le jeune Autrichien Johannes Lamparter, récent Champion du monde sur grand tremplin, complète le podium.
- Le 21, le Norvégien Jarl Magnus Riiber remporte la dernière épreuve de la Coupe du monde et le globe de cristal. Il devance son compatriote Espen Bjørnstad. L'Allemand Fabian Riessle complète le podium.

### Août
- Le 28, à Oberhof (Allemagne) se déroulent les premières épreuves du Grand Prix d'été.
  - La Norvégienne Gyda Westvold Hansen remporte l'épreuve féminine devant l'Autrichienne Lisa Hirner et l'Italienne Annika Sieff.
  - Dans l'épreuve masculine, le Finlandais Ilkka Herola s'impose devant les Autrichiens Mario Seidl et Manuel Einkemmer (de).

- Le 29, toujours à Oberhof, toujours en Grand Prix d'été :
  - l'épreuve féminine est remportée, comme la veille, par Gyda Westvold Hansen ; elle s'impose devant la Slovène Ema Volavšek (de) tandis que l'Italienne Annika Sieff complète le podium.
  - L'Allemand Johannes Rydzek, quatre fois vainqueur du classement général du Grand Prix, s'impose devant son compatriote Vinzenz Geiger ; le vainqueur de la veille, le Finlandais Ilkka Herola, complète le podium.

### Septembre
- Le 1er, à Oberwiesenthal (Allemagne), a lieu la deuxième étape du Grand Prix d'été.
  - Gyda Westvold Hansen continue à dominer les épreuves féminines en s'imposant devant la Slovène Ema Volavšek (de). La Norvégienne Mari Leinan Lund est troisième de l'épreuve.
  - L'Allemand Vinzenz Geiger remporte l'épreuve masculine devant l'Autrichien Mario Seidl et le Finlandais Ilkka Herola.

- Le 4, à Villach (Autriche), commence la troisième et dernière étape du Grand Prix d'été.
  - Gyda Westvold Hansen remporte sa quatrième victoire d'affilée, cette fois devant les Autrichiennes Annalena Slamik et Lisa Hirner.
  - Le Finlandais Ilkka Herola s'impose dans l'épreuve masculine devant les Autrichiens Mario Seidl et Stefan Rettenegger.

- Le 5, à Villach (Autriche), se termine le Grand Prix d'été.
  - Gyda Westvold Hansen remporte sa cinquième victoire d'affilée : elle remporte le classement général de la compétition en en ayant remporté toutes les épreuves. Elle s'impose devant l'Italienne Veronica Gianmoena, qui se classe deuxième, et l´Autrichienne Annalena Slamik, troisième.
  - L'Autrichien Mario Seidl remporte l'épreuve du jour au sprint, devant le Finlandais Ilkka Herola. L'Autrichien Martin Fritz est troisième. Ilkka Herola remporte le classement général de la compétition.

### Novembre
- Le 26 :
  - à Ruka (Finlande), la Coupe du monde reprend avec le Ruka Tour, qui traditionnellement ouvre la saison hivernale. L'épreuve du jour est remportée par le tenant du titre, le Norvégien Jarl-Magnus Riiber. Il devance le Champion du monde sur grand tremplin, l'Autrichien Johannes Lamparter. Le Norvégien Jens Lurås Oftebro complète le podium.
  - à Nijni Taguil (Russie), la Coupe continentale reprend également. L'Allemand Jakob Lange, vainqueur du classement général de l'édition 2020, remporte l'épreuve du jour. Il devance son compatriote David Mach tandis que l'Autrichien Philipp Orter complète le podium.
- Le 27 :
  - toujours à Ruka, l'épreuve de Coupe du monde voit la disqualification de son leader, le Norvégien Jarl-Magnus Riiber lors du concours de saut. La course de fond donne lieu à un triplé allemand, Terence Weber emportant là sa première victoire en Coupe du monde devant le champion olympique Eric Frenzel. Vinzenz Geiger, également vainqueur de course en Coupe du monde, se classe troisième.
  - à Nijni Taguil,en Coupe continentale, le vainqueur de la veille, l'Allemand Jakob Lange remporte la course du jour devant son dauphin de la veille, son compatriote David Mach. L'Autrichien Christian Deuschl (de) est troisième.
- Le 28 se termine à Ruka le Ruka Tour, ensemble d'épreuves comptant pour la Coupe du monde. Jarl-Magnus Riiber remporte l'épreuve et le classement général du Ruka Tour. Le podium est le même que lors de la première épreuve : l'Autrichien Johannes Lamparter est deuxième devant le Norvégien Jens Lurås Oftebro, troisième.

### Décembre
- Le 3 :
  - à Lillehammer (Norvège), sur le site des Jeux olympiques de 1994, se déroule la première épreuve féminine de la Coupe du monde. Elle voit la victoire de la championne du monde, la Norvégienne Gyda Westvold Hansen . Elle s'impose devant sa compatriote Mari Leinan Lund tandis que l'Italienne Annika Sieff complète le podium.
- Le 4 :
  - à Lillehammer, en Coupe du monde :
    - l'épreuve féminine est remportée par la Norvégienne Gyda Westvold Hansen. Sa compatriote Mari Leinan Lund est deuxième, devant l'Autrichienne Lisa Hirner, troisième.
    - le relais masculin est remporté par l'équipe de Norvège, composée de Espen Bjørnstad, Jens Lurås Oftebro, Jørgen Graabak et Jarl Magnus Riiber. L'équipe d'Allemagne (Eric Frenzel, Manuel Faißt, Terence Weber et Vinzenz Geiger) se classe deuxième de l'épreuve devant une équipe du Japon (Sora Yachi, Ryota Yamamoto, Yoshito Watabe et Akito Watabe) qui associe de jeunes coureurs (Yachi et Yamamoto) à des coureurs très expérimentés (les frères Watabe).

  - au Centre de ski nordique et de biathlon de Guyangshu, en Chine, une épreuve de la Coupe continentale se déroule sur le site des Jeux olympiques de 2022. Elle voit la victoire de l'Allemand Jakob Lange, déjà vainqueur des étapes précédentes de la compétition. Il devance son compatriote David Mach tandis que l'Autrichien Thomas Rettenegger (de) complète le podium.
- Le 5 :
  - toujours à Lillehammer, l'épreuve masculine de Coupe du monde est remportée par le tenant du titre, le Norvégien Jarl-Magnus Riiber. Il devance le Champion du monde sur grand tremplin, l'Autrichien Johannes Lamparter. Le champion olympique Eric Frenzel, qui se classe troisième, retrouve le podium.
  - toujours à Guyangshu, en Coupe continentale, le vainqueur de la veille, l'Allemand Jakob Lange remporte la course du jour. Il s'impose devant deux coureurs japonais : Sakutaro Kobayashi, deuxième, et Yuya Yamamoto, troisième.
- Le 11, à Otepää (Estonie), en Coupe du monde :
  - l'épreuve féminine, une mass-start, voit la victoire de la Norvégienne Gyda Westvold Hansen, devant sa compatriote Ida Marie Hagen. La Japonaise Yuna Kasai complète le podium.
  - l'épreuve masculine, une mass-start également, est remportée par Jarl-Magnus Riiber. Il s'impose devant son compatriote Espen Bjørnstad, deuxième, et l'Allemand Manuel Faißt, troisième.
- Le 12, toujours à Otepää, en Coupe du monde :
  - la Norvégienne Gyda Westvold Hansen continue sur sa lancée et remporte l'épreuve du jour, comme toutes les précédentes. Sa dauphine de la veille, et compatriote, Ida Marie Hagen se classe deuxième, devant une autre Norvégienne, Marte Leinan Lund.
  - le Norvégien Jarl-Magnus Riiber remporte en solitaire l'épreuve masculine. Les Allemands Fabian Riessle, deuxième, et Julian Schmid, troisième, complètent le podium.
- Le 17, à Ramsau am Dachstein (Autriche), une épreuve féminine de la Coupe du monde est remportée par la leader du classement général, la Norvégienne Gyda Westvold Hansen. La Slovène Ema Volavšek (de) prend, en solitaire, la deuxième place ; la Japonaise Yuna Kasai complète le premier podium de la saison où seule une Norvégienne figure (et non deux, comme c'était le cas jusqu'alors).
- Le 18 :
  - à nouveau à Ramsau am Dachstein, et toujours en Coupe du monde, c'est aujourd'hui une course masculine qui se déroule. Elle est remportée par le leader de la compétition, le Norvégien Jarl-Magnus Riiber. Il s'impose devant l'Allemand Vinzenz Geiger, qui s'est extrait du peloton lors d'une violente attaque au début du dernier tour. Le Finlandais Ilkka Herola, meilleur skieur de la saison, se classe troisième au terme d'un sprint du peloton très disputé.
  - à Ruka (Finlande), sur le site de l'ouverture de la saison, le Norvégien Andreas Skoglund s'impose en Coupe continentale. Il devance son compatriote Einar Lurås Oftebro tandis que le Finlandais Leevi Mutru est troisième. L'Allemand Jakob Lange reste néanmoins leader du classement général.
  - à Seefeld, deux courses comptant pour la Coupe OPA ont lieu :
    - la course masculine est remportée par l'Allemand Jan Andersen devant l'Autrichien Severin Reiter. Le Français Marco Heinis est troisième.
    - la Slovène Silva Verbič (sl) remporte la course féminine devant l'Allemande Jenny Nowak. Sa compatriote Maria Gerboth complète le podium.
- Le 19 :
  - toujours à Ramsau am Dachstein, la dernière course de Coupe du monde de l'année est remportée par le Norvégien Jarl-Magnus Riiber. Il s'impose devant son dauphin de la veille, l'Allemand Vinzenz Geiger. Le champion olympique allemand Eric Frenzel est troisième.
  - toujours à Ruka (Finlande), l'épreuve de Coupe continentale fait l'objet d'un quadruplé norvégien : elle est remportée par Einar Lurås Oftebro devant Sebastian Østvold (no). Andreas Skoglund est troisième et Lars Burås (pl) termine au pied du podium.
  - à Seefeld, deux courses comptant pour la Coupe OPA ont également lieu :
    - la course masculine est remportée par l'Autrichien Severin Reiter devant l'Allemand Jan Andersen. Le Français Marco Heinis est troisième.
    - la course féminine est le lieu d'un podium 100 % allemand : Jenny Nowak s'impose devant ses compatriotes Maria Gerboth et Nathalie Armbruster.
- Le 24, à Lake Placid (États-Unis d'Amérique), Taylor Fletcher remporte, devant Ben Loomis et Jared Shumate (it), une course FIS qualificative pour les Jeux olympiques d'hiver de 2022, ce qui lui permettra de participer à ses quatrièmes Jeux[1].
- Le 28, à Chaux-Neuve, lors du Samse National Tour, la compétition nationale de combiné, le Français Laurent Muhlethaler s'impose[2] devant ses coéquipiers en équipe de France Mattéo Baud et Antoine Gérard. Il est à noter que Laurent Muhlethaler remporte également l'épreuve de saut organisée le même jour[3].